# 御目见
御目见，是指日本江户时代大名、旗本能直接谒见将军的这种资格。
江户时代的武士，分有御目见资格的上士〈侍〉和没有御目见资格的下士〈徒步〉。幕府称他们为旗本和御家人。

——《柳营秘鉴》